# Lacco Ameno
Lacco Ameno là một đô thị của Ý. Đô thị này thuộc tỉnh Napoli trong vùng Campania. Lacco Ameno có diện tích km2, dân số theo ước tính năm 2010 của Viện thống kê quốc gia Ý là người. 
Các đơn vị dân cư:
Đô thị Lacco Ameno giáp với các đô thị: